# أولاد بوفايد (أولاد كثير)
أولاد بوفايد هو دُوَّار يقع بجماعة براشوة، إقليم الخميسات، جهة الرباط سلا القنيطرة في المملكة المغربية. ينتمي الدوّار لمشيخة أولاد كثير التي تضم 10 دواوير. يقدر عدد سكانه بـ 41 نسمة حسب الإحصاء الرسمي للسكان والسكنى لسنة 2004.

## روابط خارجية
- البوابة الوطنية للجماعات الترابية
- المندوبية السامية للتخطيط